# 科尔多瓦罗马神庙

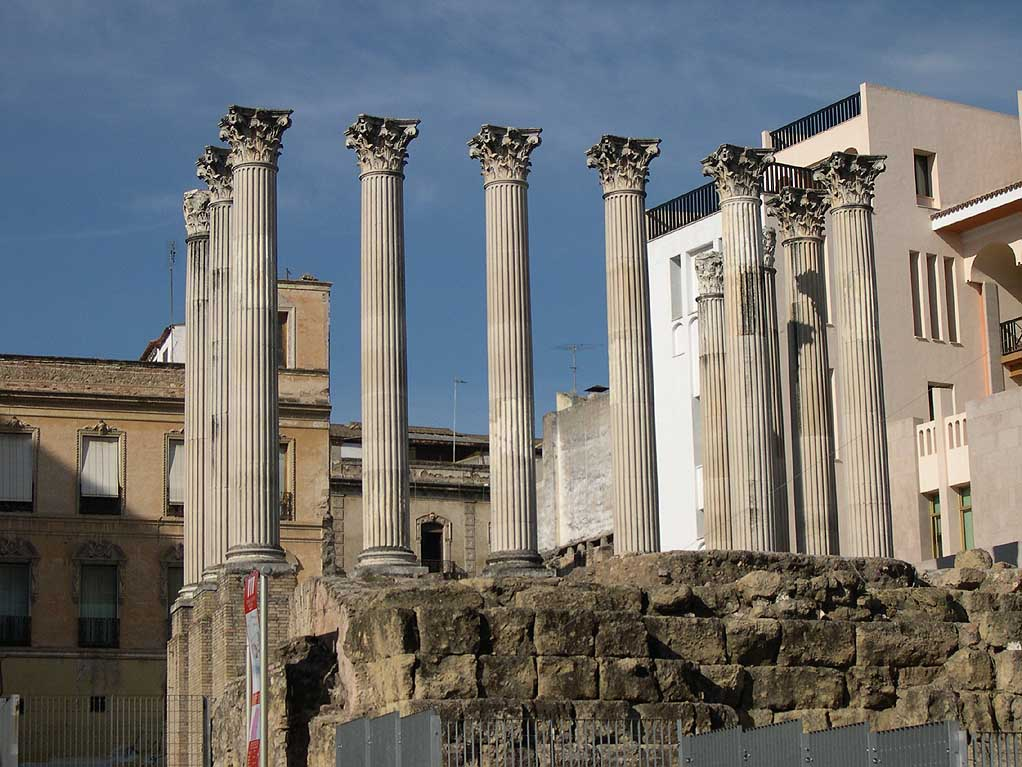
科尔多瓦罗马神庙

科尔多瓦罗马神庙（Torre de la Calahorra）位于西班牙城市科尔多瓦克劳迪奥·马塞洛街（奥古斯塔大道），为古罗马神庙的遗址。20世纪50年代在扩建市政厅时发现。它不是该市唯一的神庙，但可能是最重要的一个，唯一经过考古发掘的一个。它是一座仿周柱式、六柱、科林斯柱式的神庙，长32米，宽16米。前面有6根科林斯柱子，而两侧各有10根。
该庙修建于第1世纪下半叶。开始于皇帝克勞狄一世在位期间（41-54年），四十年后结束，为皇帝图密善在位期间（81-96） 。它估计是专门用来供奉罗马皇帝的。2世纪是与城市中心的改迁同时神庙也做了少许改造。
在神庙被发现之前当地就已经发现有许多大理石的建筑成分如柱子、墙壁、屋顶的部分等等，因此当地人称这里为“大理石地”（los marmolejos）。科尔多瓦的这个区域估计是在公元1到2世纪间建成的。当时科尔多瓦的罗马名字为Colonia Patricia，是当地的省府。

## 目前状况
科尔多瓦罗马神庙遗址位于一座石头台阶地基上，它的正面由六根石柱组成，侧面各石根石柱。目前只有地基、石阶、祭坛、一些石柱的残余和柱头被遗留下来。
最引人注目的是神庙的地基：支持神庙本身和它的正面墙的部分完全是用大理石组成的。这个部分呈扇形，它的目的是为了防止神庙其本身的重量导致它下面的泥土滑动。地基的边缘由一堵墙加固，这堵墙也是大理石的。今天在市政厅里还可以看到这堵墙的部分遗迹。这样结构的地基在整个罗马帝国都很少见，它提高了科尔多瓦罗马神庙的建筑历史价值。由它历史学家可以推测神庙原来的高度，从东边的干线走过来的人从很远的地方就可以看到神庙了。
神庙的一些原来的遗迹，比如部分石柱和柱头，依然留在遗迹原址。其它遗迹，比如一些柱头和石柱的柱体被搬到科尔多瓦考古和民族学博物馆保护。

## 历史概述
科尔多瓦罗马神庙是在公元1世纪后半叶建筑的，建筑开始于克勞狄一世在位期间，但是一直到图密善期间才建成，获得供水。在2世纪里它被少许改建，似乎改建与当时市中心的迁移有关。
从石柱到屋顶以及墙壁几乎所有材料都是大理石的。
科尔多瓦罗马神庙位于当时城市的西墙角。在建造神庙的时候城墙的一小段被拆除。
神庙周围的广场的北、东和南面由围墙围绕，部分围墙遗址被考古发现。西边朝向大剧院，是开放的。
到4世纪为止神庙依然被使用。此后信奉基督教的皇帝迫害异教徒过程中它被关闭。